# Лишайниця рожева
Лишайниця рожева (Miltochrista miniata) — вид метеликів з родини еребід (Erebidae).

## Поширення
Вид досить поширений в Європі, Малій Азії, на Кавказі, у Середній та Північній Азії на схід до Японії. Віддає перевагу теплим, вологим і надмірно освітленим середовищам, листяним і змішаним лісам і заростям.

## Зовнішній вигляд
Голова середнього розміру. Жовте черевце, що складається з сегментів, злегка виступає за межі розправлених задніх крил, з характерним малюнком з двох темних крапок. Розмах крил від 24 до 32 мм. Передні крила овальні з рожево-червоною облямівкою по зовнішньому краю і рядом чорних овальних плям з нечітким контуром. Середня і задня частини крила жовтуваті. Зовнішня перев'язка тонка, чорна, сильно зубчаста. Задні крила у формі округлого трикутника, жовтуваті з рожевими відтінками. Щупи середнього розміру, нахилені в сторони, часто з паралельними до тіла кінчиками. Тіло імаго вкрите тонким волоссям.

## Спосіб життя
Дорослі метелики з'являються з середини червня до кінця серпня. Вони літають вдень, в лісових масивах, шукаючи квіти, а вночі летять до джерел світла. Шлюбні польоти самців відбуваються в сонячні дні в теплу і безвітряну погоду. Самиці відкладають яйця на кормові рослини гусениць наприкінці липня. Гусениці вилуплюються на початку вересня і впадають у сплячку в ґрунті або в висушеній мульчі та листі. Заляльковування відбувається наприкінці весни.
Гусениці восени харчуються молодими лишайниками, що ростуть на стовбурах і гілках дерев, а наступної весни, після зимівлі, також поїдають листя дуба, берези або жимолості.